# Mistrzostwa Świata w Kajakarstwie Górskim 1987
20. Mistrzostwa świata w kajakarstwie górskim odbyły się w dniach 9–19 lipca 1987 we francuskim Bourg-Saint-Maurice. Zawodnicy rywalizowali ze sobą w ośmiu konkurencjach: czterech indywidualnych i czterech drużynowych.

## Końcowa klasyfikacja medalowa
| Miejsce | Państwo           | Złoto | Srebro | Brąz | Razem |
| ------- | ----------------- | ----- | ------ | ---- | ----- |
| 1       | Francja           | 2     | 3      | 1    | 6     |
| 2       | Stany Zjednoczone | 2     | 2      | 2    | 6     |
| 3       | RFN               | 2     | 0      | 2    | 4     |
| 4       | Wielka Brytania   | 2     | 0      | 0    | 2     |
| 5       | Jugosławia        | 0     | 2      | 1    | 3     |
| 6       | Czechosłowacja    | 0     | 1      | 2    | 3     |

## Medaliści
| Konkurencja:           | Złoto: | Srebro: | Brąz: |
| C-1 mężczyzn           | Jon Lugbill                                                                                               | David Hearn | Bruce Lessels                                                                                               |
| C-1 drużynowo mężczyzn | Stany Zjednoczone · Jon Lugbill · David Hearn · Bruce Lessels                                             | Francja · Jean Sennelier · Thierry Humeau · Jacky Avril                                                        | Czechosłowacja · Juraj Ontko · Jozef Hajdučík · Jaroslav Slúčik                                             |
| C-2 mężczyzn           | Francja · Pierre Calori · Jacques Calori                                                                  | Stany Zjednoczone · Lecky Haller · Jamie McEwan                                                                | Czechosłowacja · Milan Kučera · Miroslav Hajdučík                                                           |
| C-2 drużynowo mężczyzn | Francja · Pierre Calori i Jacques Callori · Michel Saidi i Jérôme Daval · Gilles Lelievre i Jérôme Daille | Czechosłowacja · Jiří Rohan i Miroslav Šimek · Miroslav Hajdučík i Milan Kučera · Viktor Beneš i Ondřej Mohout | RFN · Frank Hemmer i Thomas Loose · Günther Wolkenaer i Fredi Zimmermann · Stephan Bittner i Volker Nerlich |
| K-1 mężczyzn           | Toni Prijon                                                                                               | Jernej Abramič                                                                                                 | Marjan Štrukelj                                                                                             |
| K-1 drużynowo mężczyzn | Wielka Brytania · Richard Fox · Melvyn Jones · Russell Smith                                              | Jugosławia · Jernej Abramič · Marjan Štrukelj · Janez Skok                                                     | Francja · Christophe Prigent · Laurent Brissaud · Manuel Brissaud                                           |
| K-1 kobiet             | Elizabeth Sharman                                                                                         | Myriam Jerusalmi                                                                                               | Elisabeth Micheler                                                                                          |
| K-1 drużynowo kobiet   | RFN · Margit Messelhäuser · Ulla Steinle · Elisabeth Micheler                                             | Francja · Myriam Jerusalmi · Marie-Françoise Grange-Prigent · Sylvie Arnaud                                    | Stany Zjednoczone · Cathy Hearn · Dana Chladek · Maylon Hanold                                              |